# María Novaro

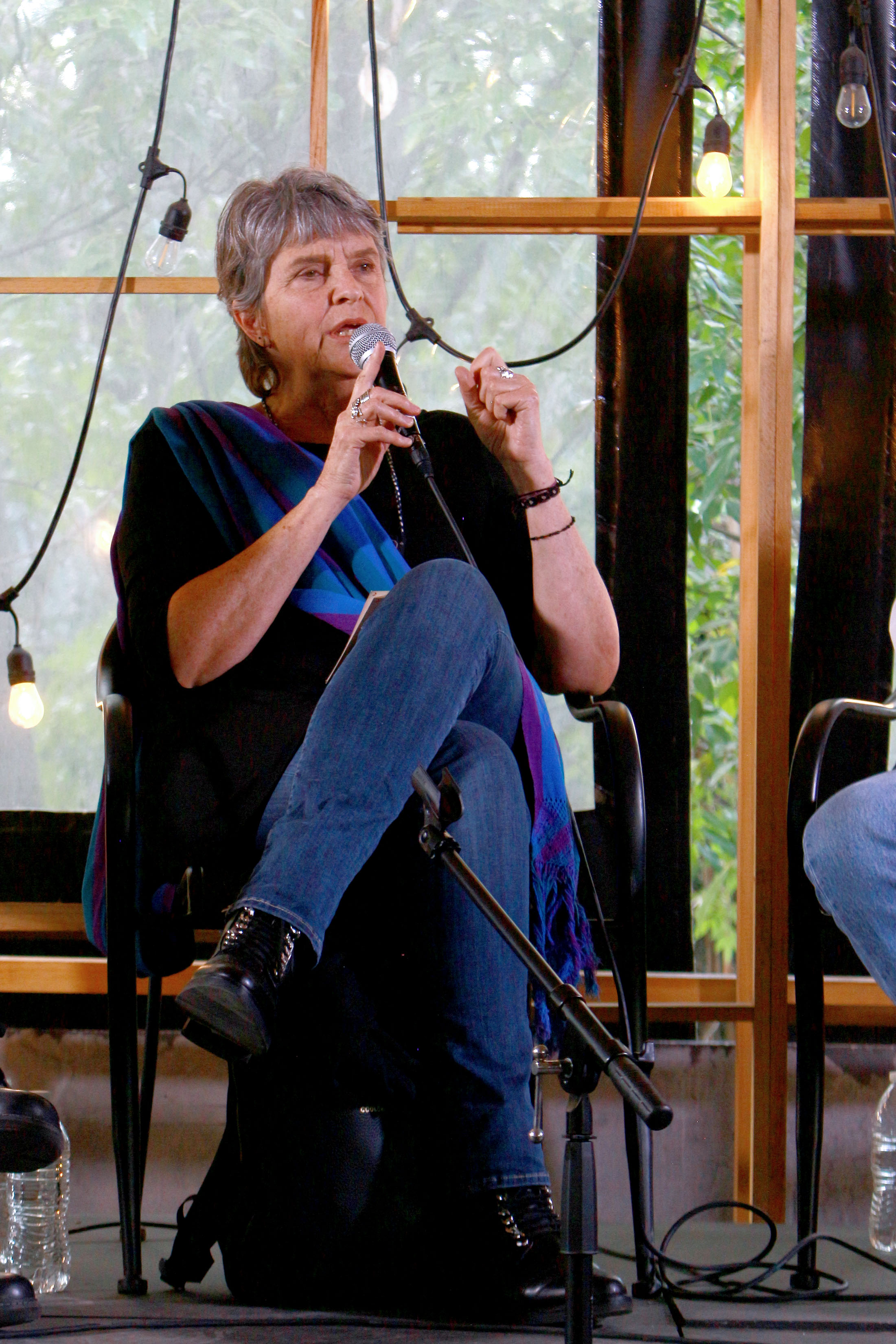
María Novaro nel 2019.

María Novaro (Città del Messico, 11 settembre 1951) è una regista e sociologa messicana.

## Filmografia

### Lungometraggi
- Lola (1989)
- Danzón (1991)
- Motel Eden (El jardin del Eden) (1994)
- Sin dejar huella (2000)
- Las buenas hierbas (2010)
- Tesoros (2017)

### Cortometraggi
- Conmigo la pasaras muy bien (1982)
- 7 A.M. (1982)
- Querida Carmen (1983)
- Pervertida (1985)
- Una isla rodeada de agua (1986)
- Azul Celeste, episodio di Historias de ciudad (1987)
- Otoñal (1993)
- Cuando comenzamos a hablar, episodio di Enredando sombras (1998)
- Traducción simultánea (2006)
- La morena (2006)